# Henry Bourdeaux
Pour les articles homonymes, voir Bourdeaux (homonymie).
Henry Bourdeaux est un juriste, magistrat et homme politique français né le 2 mai 1869 à Warlus (Somme) et mort le 28 décembre 1945 à Paris.

## Biographie
Après une carrière dans la magistrature, notamment comme conseiller à la Cour d'appel de Paris, il devient sénateur de la Somme en 1929, réélu en 1936, et siège, au Sénat, sur les bancs de l'Union démocratique et radicale, expression sénatoriale de la mouvance des Radicaux indépendants (centre-droit libéral et laïc).
Le 10 juillet 1940, il vote en faveur de la remise des pleins pouvoirs au Maréchal Pétain. À la Libération, il ne retrouve pas de nouveau mandat parlementaire et meurt en 1945.

## Publications
Henry Bourdeaux est également l'auteur de nombreux ouvrages juridiques et le créateur, en 1902, des codes annotés édités par la maison Dalloz.

## Sources
- « Henry Bourdeaux », dans le Dictionnaire des parlementaires français (1889-1940), sous la direction de Jean Jolly, PUF, 1960 [détail de l’édition]